# خانه مومی (فیلم ۲۰۰۵)
خانه مومی (انگلیسی: House of Wax) فیلمی آمریکایی-استرالیایی در سبک اسلشر و کمدی ترسناک به کارگردانی ژائومه کولت-سرا است که در سال ۲۰۰۵ منتشر شد. در این فیلم بازیگرانی همچون چاد مایکل موری، الیشا کاتبرت، برایان وان هالت، پاریس هیلتون و جرد پادالکی حضور دارند. هیلتون برای این فیلم برنده جایزه جایزه تمشک طلایی بدترین بازیگر نقش مکمل زن شد.

## داستان
کارلی، دوست پسرش وید، برادرش نیک، بهترین دوستش پیج، بلیک دوست پسر پیج و دالتون دوست نیک در حال رفتن به یک بازی فوتبال در لوئیزیانا هستند. شب قبل از بازی آنها در یک میدان اردو می‌زنند. یک غریبه با یک وانت وارد می‌شود ولی وقتی نیک یکی از چراغ‌های جلوی او را خرد می‌کند، آنجا را ترک می‌کند. صبح روز بعد...

## بازیگران
- الیشا کاتبرت - کارلی جونز
- چاد مایکل موری - نیکو «نیک» جونز
- برایان وان هالت - بورگارد «بو» سینکلر/وینستن سینکلر
- پاریس هیلتون - پیج ادواردز
- جان آبراهامز - دالتون چپمن
- اندی اندرسون - کلانتر
- اما لانگ - جنیفر